# Noors Spoorwegmuseum

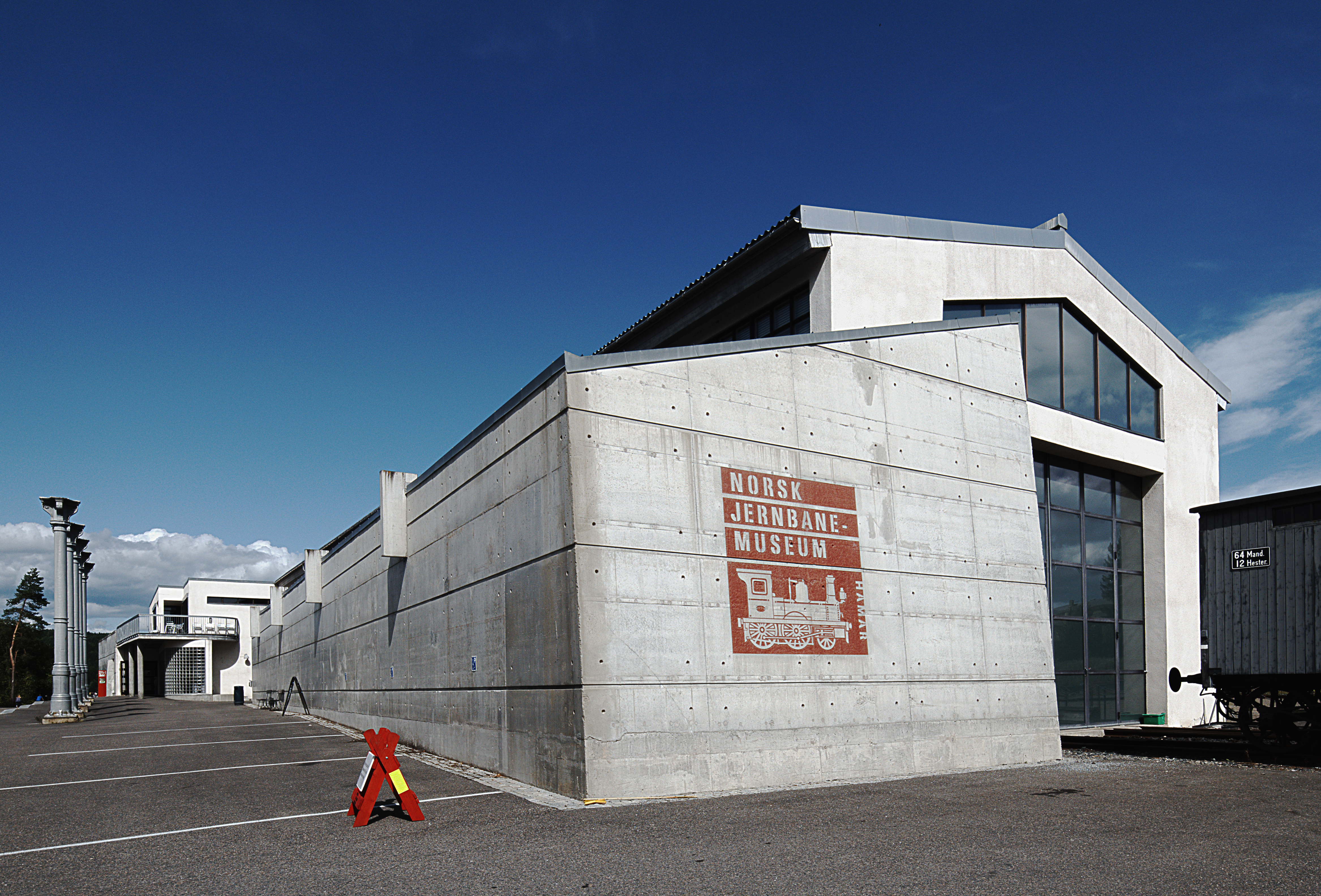
Noors Spoorwegmuseum

Het Noors Spoorwegmuseum (Noors: Norks Jernbanemuseum) is een museum in de Noorse stad Hamar. Het museum werd gesticht in 1896 en bevindt zich in Martodden aan het Mjøsa-meer. In het museum wordt de geschiedenis belicht van de Noorse spoorwegen. Er zijn treinwagons, materiaal en historische documenten. 